# Martin Amis
Martin Amis (født 25. august 1949 i Swansea, død 19. maj 2023) var en britisk forfatter.

## Udvalgte værker
- Tidens pil ; eller Overgrebets natur, 1992
- Budskabet, 1997
- Nattog, 1998
- Tungt vand og andre historier, 2000
- Erfaring, 2001
- Koba den frygtede : latter og de tyve millioner, 2003
- Køter : roman, 2006
- Mødernes Hus, 2008
- Brun sne : roman, 2015

## Priser
- Somerset Maugham Award for debutromanen The Rachel Papers
- James Tait Black Memorial Prize (2000) for  Erfaring (org. titel: Experience)[2]